# ラマッラー
ラマッラー（アラビア語： رام الله、Rām Allāh, ラーマッラー）は、パレスチナ自治区ヨルダン川西岸地区中部に位置する都市である。エルサレムの北10キロメートルに位置する。パレスチナ国の事実上の首都でもある。人口は42,100人（2021年投影人口）。

## 概要
パレスチナ自治政府は独立後の首都をエルサレム（東エルサレム）と主張しているが、エルサレムはイスラエルの実効支配下にあるため、事実上の最高統治機関であるファタハ系の議長府はラマッラーに置かれている。
「ラーマッラー」は「至高の神」を意味するアラム語をアラビア語に投影したもので、日本では「ラマッラー」「ラマラ」「ラマッラ」とも表記される。報道機関では「ラマラ」と表記されることが多い。また、ヤーセル・アラファートは、エルサレムへの埋葬を希望していたがラマッラーにおいて埋葬され、墓もラマッラーにある。

## 歴史

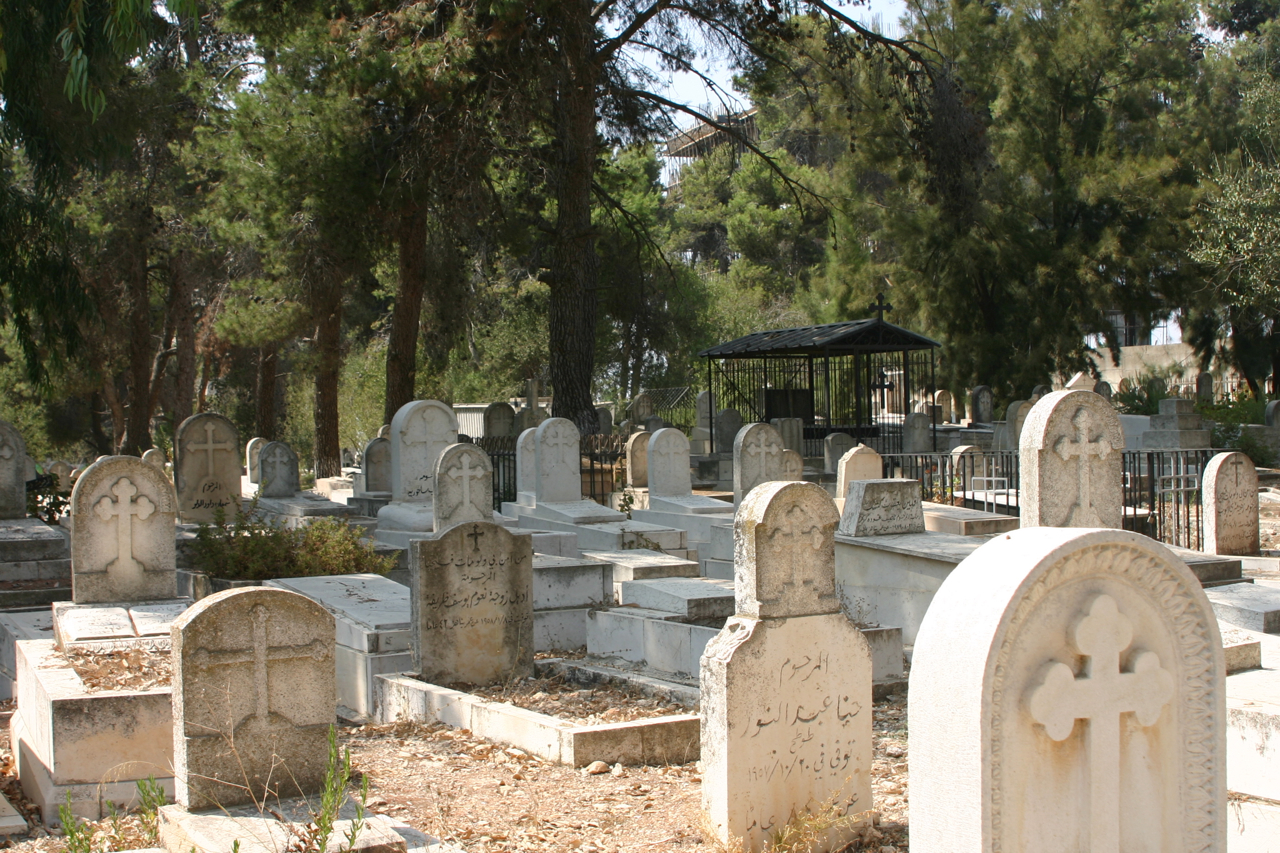
ラマッラーのキリスト教徒墓地

今日のラマッラーは16世紀半ばにキリスト教徒のアラブ人がヨルダン川流域に居住し建設したものである。1596年のオスマン帝国への納税記録にラマッラーの名が残っている。17世紀から18世紀にかけて町は発展し、大シリアで広がったアラブのギリシャ正教の司祭にラマッラー人が選出されて、19世紀初めにはその教会も建立された。続いてカトリック教会も建立され、聖ヨセフ女子学院を運営するなど第二の勢力となった。
19世紀、キリスト教徒やムスリムが多く流れ込み、モスクやルーテル教会、コプト正教会、聖公会、バプテスト教会、クエーカーなどが相次いで設立された。各宗派は学校を設立しヨルダン川西岸地区は活況を呈した。中にはより経済的成功を求めてアメリカなど海外に移住する人々も出てきた（今日ではエホバの証人も進出している）。20世紀になるとヤッファやロードからムスリムが大量に移住してきて豊かな農場を経営していたキリスト教徒が町の主流派であった状況は一変する。
1917年、イギリス軍がラマッラーを占領、1948年までイギリスの支配下に置かれた。1920年代以降、経済的に繁栄を迎え、町には瀟洒な建物が建設された。1936年にはエルサエムから電気が通じ、イギリスはラマッラーからヘブライ語、アラビア語、英語で「パレスチナ放送」を始めた（これは後に「エルサレムの声」と改名する）。1953年頃には人口は倍になるが、流入する貧民層を嫌悪した富裕層は主としてアメリカに出国し、代わってヘブロンなどからアラブ人が町に流入した。1948年から1967年のヨルダンによる占領中はラマッラーは比較的平穏であった。1967年の第三次中東戦争でイスラエルがラマッラーを占領すると町は閉鎖され人口調査が実施された。ラマッラーにはその後40年にわたってイスラエル軍が駐留した。その後、第1次インティファーダや第2次インティファーダの舞台となった。

## 姉妹都市
- ハウンズロー
- オックスフォード
- ボルドー
- リエージュ
- トロンハイム
- ディヤルバクル
- マスカティン市
- ヨハネスブルグ

## 画像

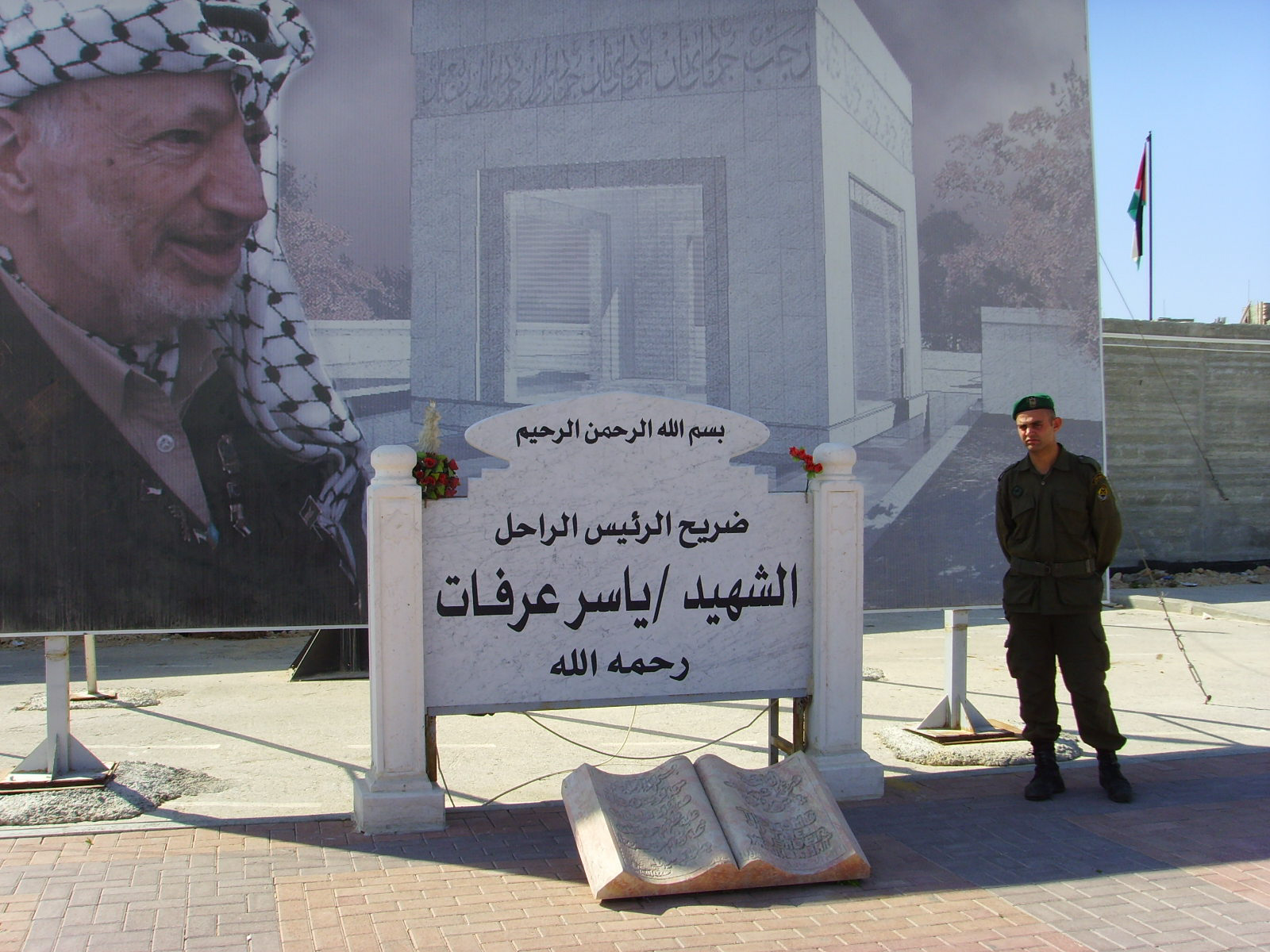
ヤーセル・アラファートの墓
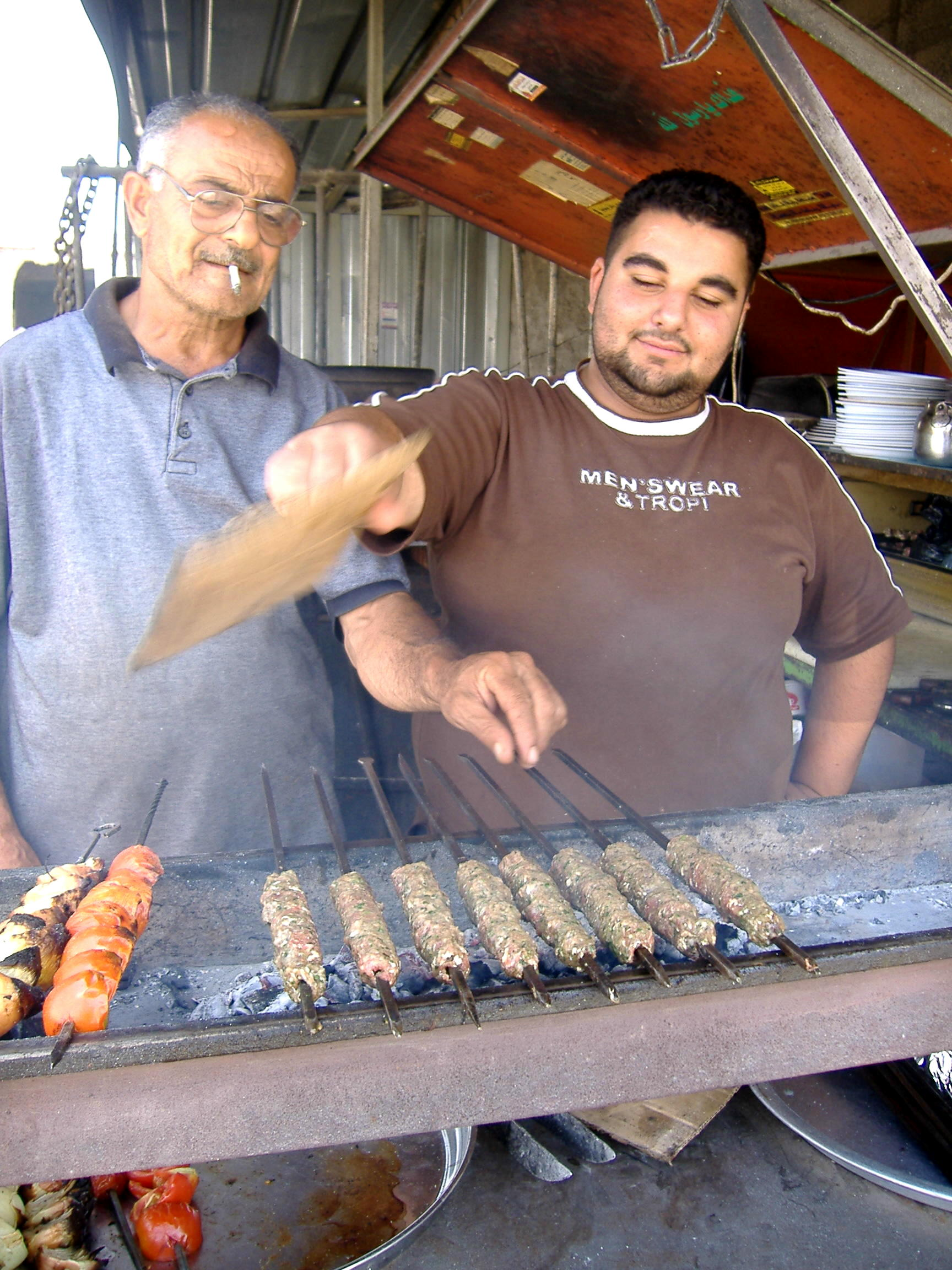
カバーブを焼くラマッラー市民
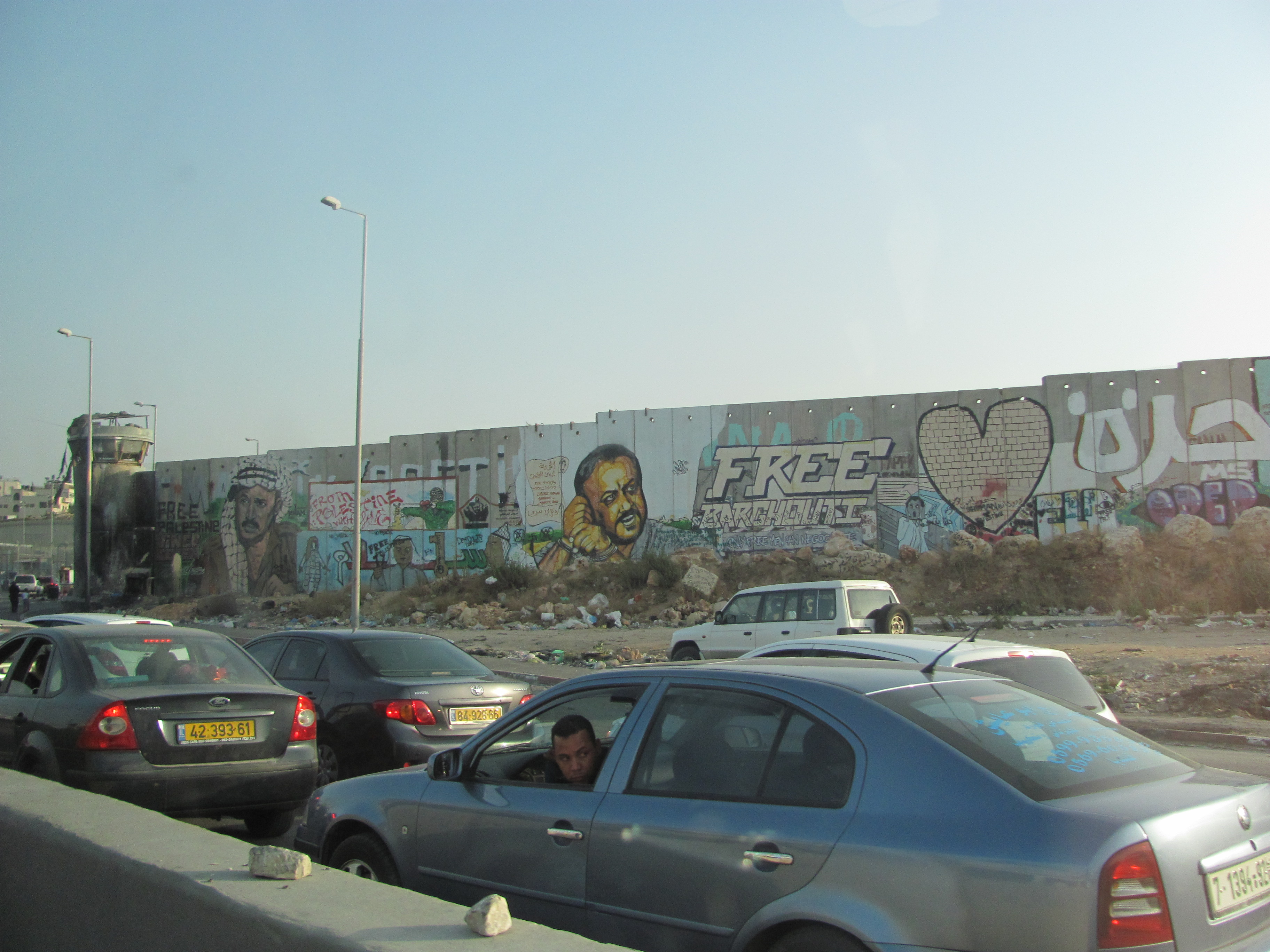
ラマッラーの分離壁に描かれた絵
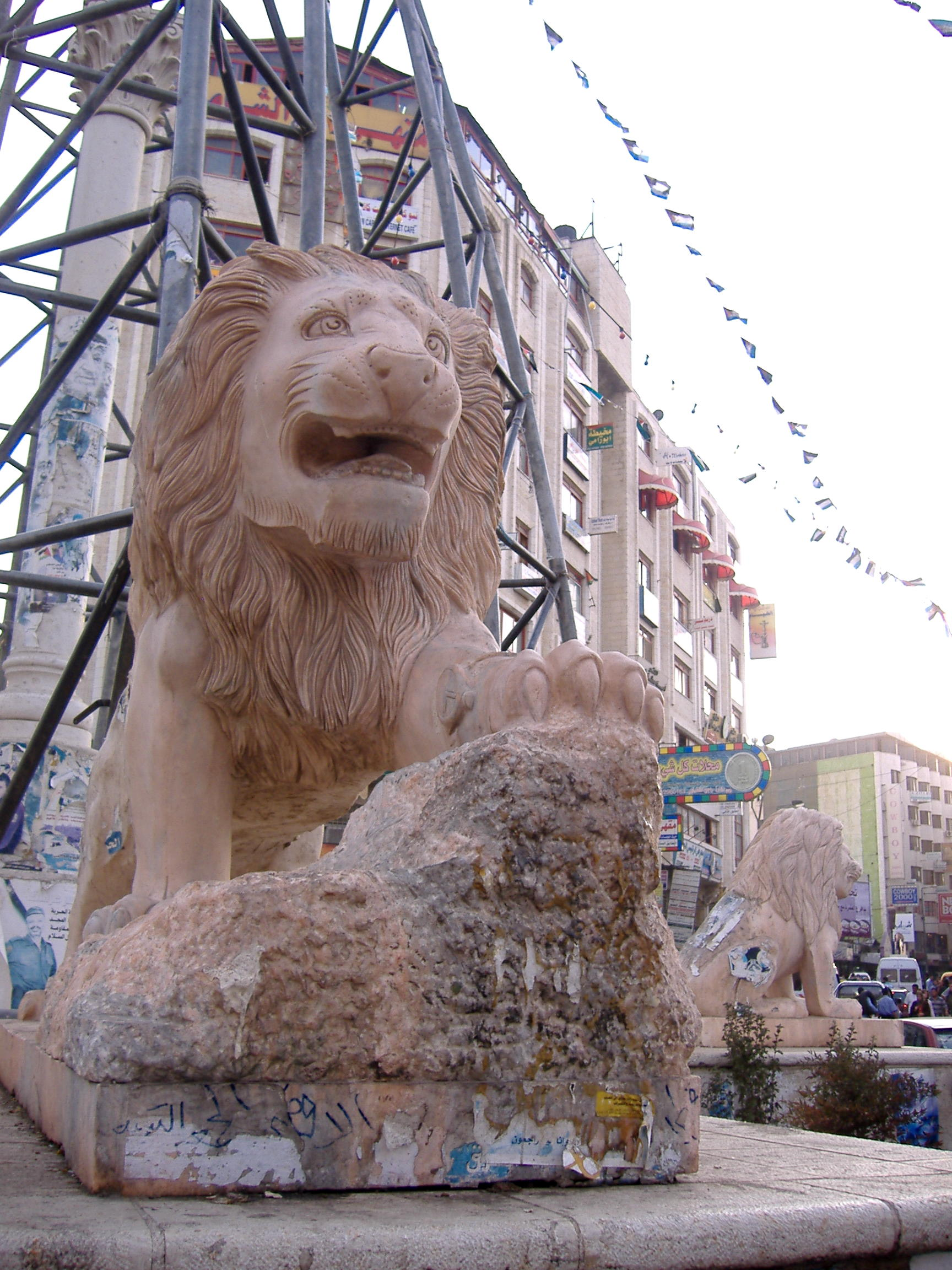
ラマッラー中央地区のライオン像